# Samtgemeinde Schwarmstedt
La comunità amministrativa di Schwarmstedt (Samtgemeinde Schwarmstedt) si trova nel circondario della Landa, nella Bassa Sassonia, in Germania.

## Suddivisione
Comprende 5 comuni:
1. Buchholz (Aller)
2. Essel
3. Gilten
4. Lindwedel
5. Schwarmstedt

Il capoluogo è Schwarmstedt.